# Гатауллин, Анвар Анварович
Анвар Анварович Гатауллин (1923—1994) — подполковник Советской Армии, участник Великой Отечественной войны, Герой Советского Союза (1945).

## Биография
Анвар Гатауллин родился 23 февраля 1923 года в Перми в рабочей семье, татарин. Окончил первый курс Пермского авиационного техникума. В 1940 году Гатауллин был призван на службу в Рабоче-крестьянскую Красную армию. В 1942 году он окончил Омскую военную авиационную школу пилотов. С июня 1943 года — на фронтах Великой Отечественной войны. Принимал участие в боях на Брянском, Прибалтийском и 2-м Прибалтийском фронтах. Был лётчиком-командиром экипажа, затем командовал звеном. Производил воздушную разведку скоплений войск противника и его боевой техники, коммуникаций, фотографировал оборонительные рубежи. Участвовал в Орловской операции, освобождении Витебской области, Старорусско-Новоржевской, Режицко-Двинской, Мадонской, Рижской операциях.
К ноябрю 1944 года гвардии старший лейтенант Анвар Гатауллин командовал звеном 99-го гвардейского отдельного разведывательного авиаполка 15-й воздушной армии 2-го Прибалтийского фронта. К тому времени он совершил 110 боевых вылетов. 10 октября 1944 года в районе городов Добеле и Ауце Латвийской ССР самолёт с экипажем в составе: пилот А. А. Гатауллин, штурман (лётчик-наблюдатель) П. И. Хрусталёв, стрелок-радист Д. Е. Никулин был подбит огнём зенитной артиллерии. Анвар Гатауллин направил свой самолёт на позиции артиллерийских батарей противника. Был признан погибшим и посмертно представлен к званию Героя Советского Союза.
Указом Президиума Верховного Совета СССР от 18 августа 1945 года за «мужество и героизм, включающий самопожертвование, проявленные при выполнении разведывательных полётов» гвардии старший лейтенант Анвар Гатауллин посмертно был удостоен высокого звания Героя Советского Союза. Тем же указом звание Героя Советского Союза было посмертно присвоено штурману Павлу Хрусталёву. Третий член экипажа, стелок-радист Дмитрий Никулин, был удостоен геройского звания в августе 1944 года.
Однако Гатауллин не погиб при падении своего самолёта, так как ещё до удара о землю был выброшен взрывом бензобаков из кабины. Он пришёл в себя висящим на стропах парашюта и смог спуститься вниз, несмотря на ожоги и ранения. Гатауллин попытался уйти через лес подальше от немецких позиций, но был задержан военным патрулём. В плену он отказался от сотрудничества с противником и был отправлен в лагерь для военнопленных. Со второй попытки ему удалось бежать оттуда. В течение восемнадцати суток он пробирался по вражеской территории, пока не вышел к своим. Несмотря на отсутствие документов, он был принят в пехотный полк. Участвовал в освобождении Польши и боях в Германии. После окончания войны был отправлен в советский фильтрационный лагерь, но впоследствии был освобождён. Медаль «Золотая Звезда» и орден Ленина были ему вручены в августе 1948 года. Гатауллин продолжал службу в Советской армии. В 1955 году в звании подполковника он был уволен в запас. Проживал в Перми, работал диспетчером на моторостроительном заводе имени Свердлова.
Умер в 1994 году, похоронен на Южном кладбище Перми.

## Память
Его имя носит улица г. Перми.

## Награды
Был также награждён двумя орденами Красного Знамени, орденом Александра Невского, двумя орденами Отечественной войны 1-й степени, а также рядом медалей.